# Lijst van Brusselse ministers van Dierenwelzijn
Dit is een lijst van ministers van Dierenwelzijn in de Brusselse Hoofdstedelijke Regering.

## Lijst
| Nr. | Minister | Minister                | Partij | Partij | Begin        | Einde        | Regering(en) |
| --- | -------- | ----------------------- | ------ | ------ | ------------ | ------------ | ------------ |
| S   |          | Bianca Debaets (1973)   |        | CD&V   | 20 juli 2014 | 18 juli 2019 | Vervoort II  |
| 1   |          | Bernard Clerfayt (1961) |        | DéFI   | 18 juli 2019 | heden        | Vervoort III |